# Joaquín Almunia
Joaquín Almunia Amann (Bilbau, 17 de junho de 1948) é um político espanhol, foi comissário de Assuntos Econômicos e Monetários da União Europeia de 26 de agosto de 2004 até 10 de fevereiro de 2010, quando o Presidente da Comissão Europeia Durão Barroso, lhe confiou o cargo de Vice-Presidente e Comissário Europeu para a Concorrência. É também um  membro destacado do PSOE. Joaquín Almunia é casado e tem dois filhos.

## Inicio
Almunia nasceu em Bilbau. Estudo direito e ciências econômicas na Universidade Comercial de Deusto. Completou sua pós-graduação na Escola Prática de Estudos Superiores em Paris e o programa de “Gerente Sênior no Governo” na Escola de Governo Kennedy na Universidade de Harvard. Foi professor associado de direito do trabalho e de previdência social na Universidade de Alcalá de Henares. Entre 1972 e 1975, foi economista na Câmara de Comércio Espanhola em Bruxelas.

## Trajetória
Almunia foi o responsável pela economia do sindicato socialista UGT entre 1976 e 1979. Almunia foi de 1979 até 2004, deputado socialista pelo distrito eleitoral de Madrid. Durante os governos de Felipe González foi ministro duas vezes: de 1982 a 1986 do Trabalho e Previdência Social; e de 1986 a 1991 de Administrações Públicas.
Almunia foi o responsável pelo relatório “Igualdade e Redistribuição de Renda” da fundação Argentária de 1991 a 1994.
Foi também porta-voz parlamentar de seu partido entre 1994 e 1997. Em 1997, após o anuncio de Felipe González no XXXIV Congresso do partido de que não iria se candidatar a reeleição, Almunia foi eleito seu sucessor como Secretário-Geral. No entanto, nas eleições primárias realizadas em 24 de abril de 1998, foi derrotado com grande surpresa, Josep Borrell, ex-ministro das Obras Públicas, foi eleito com 55% dos votos, mas acabou renunciando em favor de Almunia, devido à falta de apoio de gestão e a sua suposta responsabilidade em um escândalo de fraude fiscal de Ernesto Aguiar e José María Huguet, dois antigos colaboradores de quando ele foi secretário da Fazenda.
Em 2000, foi candidato à presidência nas eleições gerais, obtendo 7.918.752 votos (34,1%), na qual seu partido elegeu 125 deputados.
Renunciou ao cargo de Secretário-Geral do partido devido à maioria absoluta conseguida pelo Partido Popular, deixando o PSOE nas mãos de uma administração liderada por Manuel Chaves, que se chamou comitê Político, o comitê organizou o XXXV Congresso, no qual José Luis Rodríguez Zapatero foi eleito Secretário-Geral. Permaneceu como deputado por Madrid, cargo que repetiu depois de ser o número três da lista do PSOE de Madrid nas eleições gerais de 2004. No entanto, renúncia ao seu mandato para substituir Pedro Solbes como o comissário espanhol, em Bruxelas. Foi diretor do Laboratório da Fundação Alternativas, mas foi substituído por Juan Manuel Eguiagaray.